# Cruz Azul Fútbol Club Premier
El Cruz Azul Fútbol Club Premier fue un equipo filial, sin derecho a ascenso, del Cruz Azul Fútbol Club de la Primera División de México. Participaba en el Grupo 2 de la Serie A de la Segunda División de México. Jugaba sus partidos de local en el Estadio 10 de diciembre.

## Historia
El 25 de mayo de 2015 se anunció que los 18 equipos de Primera División tendrían un equipo filial en la Liga Premier de la Segunda División, para que los jugadores que superen los 20 años de edad y ya no puedan participar en la categoría Sub-20 se mantengan activos. Así, Cruz Azul fundó su nueva filial de Segunda División llamándola "Cruz Azul Premier" utilizando como base al Cruz Azul Jasso que participaba en la Tercera División de México.
En 2018, el requisito reglamentario de tener un equipo en Liga Premier fue eliminado, el Cruz Azul retiró a su filial llamada "Premier" al igual que 12 equipos de la Liga MX, sin embargo, la Máquina Celeste ya contaba con el Cruz Azul Hidalgo en la misma categoría, por lo que continuó con su programa de desarrollo en esta liga.

## Temporadas
Franquicia Cruz Azul Jasso
| Apertura 2015 | 3.Segunda Serie A | 12o. Grupo III |
| Clausura 2016 | 3.Segunda Serie A | 9o. Grupo III  |
| Apertura 2016 | 3.Segunda Serie A | 9o. Grupo III  |
| Clausura 2017 | 3.Segunda Serie A | 12o. Grupo III |
| Apertura 2017 | 3.Segunda Serie A | 16o. Grupo II  |
| Clausura 2018 | 3.Segunda Serie A | 15o. Grupo II  |